# Pentafluorure de chlore
Le pentafluorure de chlore est un composé chimique de formule ClF5. C'est un gaz incolore hygroscopique à odeur suffocante, plus lourd que l'air (densité relative de 4,5), et liquide à pression atmosphérique entre −95 °C et −13,1 °C avec une masse volumique d'environ 1 900 kg·m−3. Sa première synthèse remonte à 1963.

## Structure
La molécule ClF5 présente une structure pyramidale carrée, que la théorie VSEPR permet bien d'expliquer :
- l'atome de chlore est au centre de la molécule
- l'un des atomes de fluor est lié au chlore par une liaison covalente
- la position diamétralement opposée à cet atome de fluor est occupée par un doublet non liant de l'atome de chlore
- les quatre derniers atomes de fluor s'organisent en deux alignements F–Cl–F orthogonaux formant la base de la pyramide, chaque alignement F–Cl–F permettant une liaison à trois centres et quatre électrons

Les cinq atomes de fluor sont donc liés au chlore par des liaisons de type différent, ce qui se traduit par des longueurs de liaison différentes :
- ~ 162 pm pour la liaison Cl–F covalente
- ~ 172 pm pour les liaisons Cl–F impliquées dans une liaison 3c-4e

Ceci a été confirmé par résonance magnétique nucléaire du fluor 19.

## Préparation
Le mode de production traditionnel du ClF5 consiste à faire réagir du fluor F2 avec de trifluorure de chlore ClF3 à température et pressions élevées, ou avec un fluorure alcalin tel que KClF4, RbClF4 ou CsClF4 :
F2 + ClF3 → ClF5
F2 + KClF4 → ClF5 + KF
Depuis, on a découvert en 1981 que le fluorure de nickel NiF2 est un excellent catalyseur de la synthèse du pentafluorure de chlore.

## Applications
Le pentafluorure de chlore est un agent fluorant puissant. Il réagit avec l'eau en produisant du perchlorate de fluor FClO4 et du fluorure d'hydrogène HF.
ClF5 + 3 H2O → HClO3 + 5 HF
Le pentafluorure de chlore réagit rapidement à la température de la pièce avec tous les éléments excepté l'azote, l'oxygène, le chlore et ceux de la famille des gaz nobles (hélium, néon, argon, krypton, xénon et radon).
Il est parfois utilisé comme ergol avec l'hydrazine N2H4 pour la propulsion spatiale et pour la propulsion des missiles en raison de ses propriétés physiques qui permettent son stockage prolongé — y compris en orbite — et de sa densité élevée qui en fait un comburant légèrement plus efficace que le peroxyde d'azote N2O4. De surcroît, le propergol ClF5 / N2H4 est hypergolique.